# New Columbia (Pennsylvanie)
New Columbia est une census-designated place située dans le comté d’Union, dans le Commonwealth de Pennsylvanie, aux États-Unis. Sa population s’élevait à 1 013 habitants lors du recensement de 2010.